# لسلی میلن (بازیکن هاکی روی چمن)
لسلی میلن (انگلیسی: Leslie Milne؛ زادهٔ october ۱۷, ۱۹۵۶ (۶۸ سال)) ورزشکار هاکی روی چمن اهل ایالات متحده آمریکا است.
وی در مسابقات کشوری و بین‌المللی در مجموع برندهٔ ۱ مدال برنز شده‌است.